# 21638 Nicjachowski
21638 Nicjachowski è un asteroide della fascia principale. Scoperto nel 1999, presenta un'orbita caratterizzata da un semiasse maggiore pari a 2,3085107 UA e da un'eccentricità di 0,1946096, inclinata di 1,79690° rispetto all'eclittica.